# ریساکو کاوای
ریساکو کاوای (به ژاپنی: 川井 梨紗子؛ زادهٔ ۲۱ نوامبر ۱۹۹۴) کشتی‌گیر اهل ژاپن است.
از عناوین به‌دست آمدۀ وی می‌توان به کسب دو مدال طلا وزن ۶۳ و ۵۷ کیلوگرم در بازی‌های المپیک تابستانی ۲۰۱۶ و بازی‌های المپیک تابستانی ۲۰۲۰ و همچنین سه مدال طلا وزن ۶۳ و ۵۹ و ۵۷ کیلوگرم در مسابقات قهرمانی کشتی جهان ۲۰۱۷ و مسابقات قهرمانی کشتی جهان ۲۰۱۸ و مسابقات قهرمانی کشتی جهان ۲۰۱۹ و قهرمانی کشتی جهان ۲۰۲۴ و نیز نشان نقره وزن ۶۰ کیلوگرم در مسابقات قهرمانی کشتی جهان ۲۰۱۵ و همچنین چهار قهرمانی در آسیا اشاره کرد.